# Констант Фейт
Констант Віллем Фейт (нід. Constant Feith; 3 серпня 1884, Гаага — 15 вересня 1958, Еде) — голландський футболіст і гравець у крикет, який протягом більшої частини своєї кар'єри грав за клуб ГВВ у Гаазі. Зіграв вісім міжнародних матчів за збірну Нідерландів з футболу, а також виступав в національній команді з крикету. Після ігрової кар'єри став суддею.

## Клубна кар'єра
Фейт починав свою кар'єру в молодіжному клубі ГВВ зі свого рідного міста Гаага. Однак на дорослому рівні його дебют відбувся в лейденському «Аяксі», за який він грав тут протягом сезону 1902/03 паралельно з навчанням в інституті Noorthey, який розташований поблизу Лейдена. Дебютував 12 жовтня 1902 року проти рідного ГВВ. Свій перший гол забив через тиждень у домашній грі проти «Гарлема». Фейт брав участь у всіх 5 домашніх матчах, а також у виїзному поєдинку проти ГВВ 16 листопада, в якому також забив. Коли директор інституту заборонив своїм студентам грати у футбол по неділях, Фейт використовував псевдонім Бійлевелт.
В наступному сезоні став гравцем основної команди ГВВ, за яку також перший час грав під псевдонімом. Протягом двох років він виступав як Тавебрелло. Дебютував за команду 15 квітня 1903 року як запрошений гравець на позицію центрального форварда в товариському матчі проти ФК «Саутгемптон», хоча на той момент ще був гравцем «Аякса». Демонстрував високу результативність в складі ГВВ. У сезоні 1903–04 забив 44 голи у 25 іграх, а через три сезони в 29 іграх забив 53 голи. У зустрічі з клубом «Буссумше» відзначився десять разів. Коли пішов з команди у 36-річному віці через травму коліна, на його рахунку було 234 голи. Могло б бути ще більше, але з кінця 1911 року Фейт грав переважно на позиції захисника.
У літні місяці, коли не було футбольних матчів, виступав за крикетний клуб ГКК, що разом з ГВВ входив до одного спортклубу. В цій команді також грав його брат Кіз. Потрапив до національної збірної з крикету, зробив 4000 пробіжок і взяв близько 100 воріт.

## Кар'єра в збірній
Грав за збірну збірну Нідерландів з футболу. Забив лише два голи у восьми міжнародних матчах, бо в більшості поєдинків грав у захисті. Дебютував 29 квітня 1906 року в програному з рахунком 0-5 виїзному матчі проти Бельгії, в якому Фейт грав на позиції лівого захисника. В захисті він грав і в двох матчах на Олімпійських ігор 1912 року, де команда завоювала бронзові медалі. В центрі нападу виступав за команду в двох матчах 1907 року, в кожному з яких забив по голу.

## Особисте життя
Констант був братом журналіста Яна Фейта та сином судді Пітера Рутгера Фейта. Працював суддею після своєї футбольної кар'єри в Сурабаї в голландській Ост-Індії. Потрапив у японський полон під час Другої світової війни. Після війни повернувся до Гааги, щоб і тут вершити правосуддя. 15 серпня 1958 року помер у віці 74 років у Беннекомі.

## Титули і досягнення
- Бронзовий призер Олімпійських ігор (1):

Нідерланди: 1912
- Чемпіон Нідерландів (2):

ГВВ (Гаага): 1907, 1910

## Статистика

### Статистика виступів за збірну
| Дата      | Місто           | Господарі  | Результат | Гості            | Турнір                 | Голи | Примітки                 |
| --------- | --------------- | ---------- | --------- | ---------------- | ---------------------- | ---- | ------------------------ |
| 29-4-1906 | Антверпен       | Бельгія    | 5 – 0     | Нідерланди       | товариський матч       | -    |                          |
| 14-4-1907 | Антверпен       | Бельгія    | 1 – 3     | Нідерланди       | товариський матч       | 1    |                          |
| 9-5-1907  | Гарлем          | Нідерланди | 1 – 2     | Бельгія          | товариський матч       | 1    |                          |
| 16-3-1912 | Галл            | Англія     | 4 – 0     | Нідерланди       | товариський матч       | -    | Аматорська збірна Англії |
| 24-3-1912 | Зволле          | Нідерланди | 5 – 5     | Німецька імперія | товариський матч       | -    |                          |
| 28-4-1912 | Дордрехт        | Нідерланди | 4 – 3     | Бельгія          | товариський матч       | -    |                          |
| 29-6-1912 | Стокгольм       | Швеція     | 3 – 4     | Нідерланди       | ОІ 1912 - Перший раунд | -    |                          |
| 4-7-1912  | Сульна (комуна) | Нідерланди | 9 – 0     | Фінляндія        | ОІ 1912 - За 3 місце   | -    |                          |
| Усього    |                 | Матчів     | 8         |                  | Голів                  | 2    |                          |